# Spyker Cars

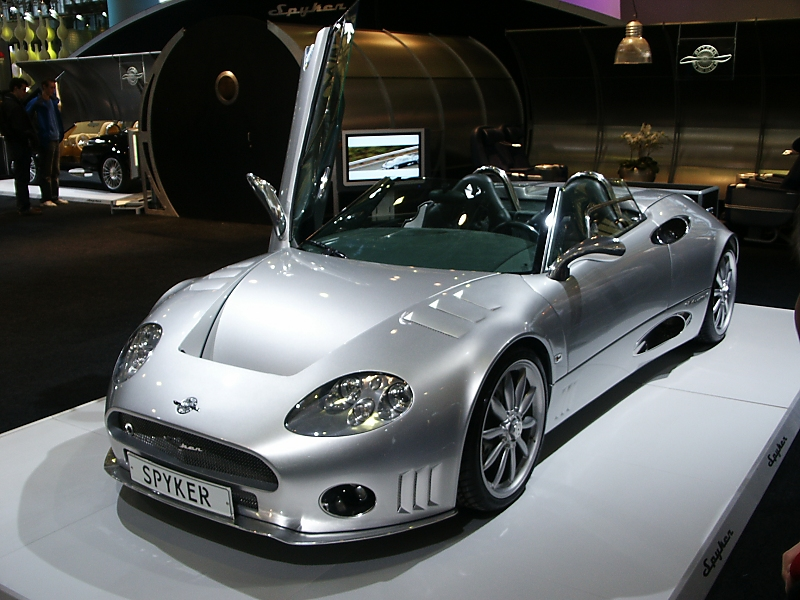
Spyker C8

Spyker Cars je nizozemský výrobce automobilů. Spyker vyrábí luxusní sportovní automobily s vysokým podílem ruční práce. V prosinci 2014 vyhlásila firma bankrot.

## Vývoj

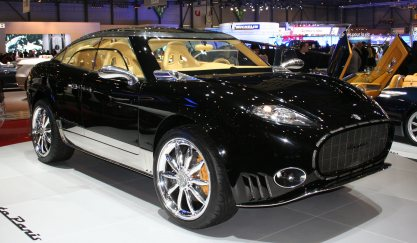
Spyker D12

Současná firma Spyker byla založena roku 1999, nejedná se o automobilku Spyker, která zkrachovala v roce 1926, s ní má společné jen jméno. V roce 2000 odstartovala výroba prvního modelu, který nesl označení C8.
Roku 2006 bylo představeno SUV Spyker D12. Rovněž v roce 2006 byl založen tým formule 1 s názvem Spyker F1. Na začátku března 2007 se v Los Angeles konalo představení modelu C12 Zagato.
Dne 26. ledna 2010 odkoupil Spyker švédskou automobilku Saab Automobile od společnosti General Motors.

## Modely
- Spyker C8
- Spyker D12
- Spyker C12 Zagato